# Christine Rolland
Christine Rolland, francoska alpska smučarka, * 8. februar 1954, Moûtiers, Francija.
Ni nastopila na olimpijskih igrah ali svetovnih prvenstvih. V svetovnem pokalu je tekmovala pet sezon med letoma 1970 in 1974 ter dosegla eno uvrstitev na stopničke v veleslalomu. V skupnem seštevku svetovnega pokala je bila najvišje na štirinajstem mestu leta 1973, ko je bila tudi sedma v slalomskem seštevku.